# 無想定
無想定，又譯無想三摩鉢底，古印度宗教修行禪定的境界之一，在此境界中，去除了心的思想及認知活動，使五蘊中的想停止。佛教相信，修行無想定，可得生色界無想天，與滅盡定合稱二無心定，佛教將它列為心不相應行法之一。

## 概論
在五蘊中，心的認知與思維等作用，稱為想（Saṃjñā），其主要作用為認知到外界事物有不同的相。想，加上否定詞頭a-，為無想，以無想進入等至（samāpatti），稱為無想定。
修行禪定，最初的初禪、二禪、三禪、四禪、與無所有定，因為想的作用還在，皆稱為有想定。經由禪定修行，觀『想』如病如癰如箭，以作意遠離想，使『想』停止，進入的這個三昧境界，稱為無想定。因為在定中，心與心所法皆不活動，與滅盡定合稱二無心定。
無想定源起於外道沙門，修行無想定的果報，在過世後可投生無想天。這個修行法被佛教吸收，進一步使受與想都停止，稱為滅受想定，或滅盡定。釋迦牟尼於老年時曾以無想定來減緩疾病，延長壽命。
佛教認為，無想定為外道追求的最高定境，但不是佛教聖者追求的最高目標，因為無想定非真解脫。生無想天被佛家認為是八難之一。因壽命雖約有五百劫，但障於見佛聞法。許多外道修到一念不生，進入禪定之中，以為就是解脫。修定境的眾生，後世多生於此天。終日在一念不生的定境中。有無法修行佛法的障難。

## 考證
印順法師認為，佛教論師在部派佛教時期由無相心三昧進一步細分出非想非非想處定，滅盡定，無想有情與無想定等。根據出定時的差異，區分出滅盡定與無想定的不同。無想定分化出來的時間較晚。
由於「想」和「相」古字通假，因此三三昧中的「無相解脫門」有時會被譯為「無想解脫門」、「無想定」。學者楊郁文認為三解脫門中的無相（animitta）為觀色等五蘊無常乃至空，與無想天定境之「無想」（asaṃjñi）、無所覺知不同。